# シュテファン・ロイター
シュテファン・ロイター（Stefan Reuter, 1966年10月16日 -）は、ドイツの元サッカー選手、サッカー指導者。選手時代のポジションはディフェンダー（右サイドバック、リベロ）、ミッドフィールダー（右サイドハーフ）。

## クラブ経歴
ロイターは地元のサッカークラブ・TSV1860ディンケルスビュールの下部組織で6歳の時にサッカーを始めた。8歳までは陸上競技の選手としても活躍し、走幅跳とクロスカントリーの選手としてバイエルン州ユース選手権で優勝した。1980年にどちらのスポーツを専門にするかの選択を迫られ、サッカーを選んだ。また100メートル走を11.2秒で走る俊足を持ち合わせていたことから「ターボ」の愛称で呼ばれた。
1982年に1.FCニュルンベルクの下部組織へ入団すると、1984年にトップチームに昇格し同年10月6日に行われたブンデスリーガ2部のキッカーズ・オッフェンバッハ戦でデビュー。以降リベロとして起用されると、デビュー後チームの成績が向上し、1部昇格を果たした。1987-88シーズンにはリーグ5位、翌シーズンのUEFAカップ出場権獲得に貢献した。
1988年にチームメイトのローランㇳ・グラハマーと共にバイエルン・ミュンヘンへ移籍し、1988-89シーズンと1989-90シーズンのブンデスリーガ連覇に貢献するなどリーグ通算95試合に出場し4得点を記録した。1991年にイタリアのユヴェントスFCへ移籍したが、持ち味を出せずに終わった。この年のリーグ戦28試合、コッパ・イタリアでは8試合に出場したが、コッパイタリアでは決勝でパルマに敗れて準優勝に終わった。1シーズン限りで退団し、ドイツへ帰国すると1992年にボルシア・ドルトムントへ移籍した。
ドルトムントでは1992年に十字靭帯断裂、2000年に軟骨の損傷という膝の怪我に見舞われたものの、主力選手として1992-93シーズンと2001-02シーズンのUEFAカップ準優勝、1994-95シーズンと1995-96シーズンと2001-02シーズンのブンデスリーガ優勝。1996-97シーズンには、古巣ユヴェントスを破ってのUEFAチャンピオンズリーグ 1996-97優勝。1997年のトヨタカップ優勝に貢献した。
2004年3月に現役引退を表明、同年5月15日の行われた、ボルシア・メンヒェングラートバッハとの試合に出場したのを最後に現役を離れた。

## 代表経歴
ドイツ代表としては1987年4月17日に行われたイタリア戦に63分から出場してデビューをした。1987年12月12日、ブラジルとの親善試合でフル代表初ゴールを決めた。1988年の欧州選手権では代表から外れたが、フランツ・ベッケンバウアー監督の下で右ウイングバックのポジションを獲得すると、1990年にイタリアで開催された1990 FIFAワールドカップでは4試合に先発出場、準々決勝以降はトーマス・ベルトルトにポジションを譲ったものの2試合に交代出場するなど通算6試合に出場し優勝に貢献した。その後も1992年にスウェーデンで開催されたUEFA EURO '92では4試合に出場し準優勝、1996年にイングランドで開催されたUEFA EURO '96では4試合に出場し優勝に貢献したが、1998年にフランスで開催された1998 FIFAワールドカップではグループリーグ初戦のアメリカ戦の1試合のみの出場に終わった。大会終了後、ベルティ・フォクツ監督の起用法に対して「年齢的な問題ではない。彼との間に信頼関係はなく、代表を続けられない」と表明し、オラフ・トーンと共に代表を引退した。ロイターは国際Aマッチ69試合に出場し2得点を記録した。

## 引退後
現役引退後の2004年7月1日から2005年1月3日までは古巣のドルトムントのフロント業務に携わっていたが、2006年1月にTSV1860ミュンヘンのスポーツディレクターに就任した。在任期間中にはオーストリアのヴァルター・シャッハナーを監督に迎え、
元ドイツ代表のダニエル・ビーロフカやベンヤミン・ラウトらを獲得したが成績は低迷し、2009年2月2日に解任された。
2012年12月27日、FCアウクスブルクのゼネラルマネージャーに就任した。契約期間は2015年6月30日までとなっていたが、同年4月に契約期間を2020年まで延長したことが発表された。

## 代表歴

### 出場大会
- 西ドイツ/ドイツ代表
  - 1990 FIFAワールドカップ (優勝)
  - UEFA EURO '92 (準優勝)
  - UEFA EURO '96 (優勝)
  - 1998 FIFAワールドカップ (ベスト8)

### 試合数
- 国際Aマッチ 69試合 2得点（1987年-1998年）[19][3]

| ドイツ代表 | 国際Aマッチ | 国際Aマッチ |
| 年         | 出場        | 得点        |
| ---------- | ----------- | ----------- |
| 1987       | 7           | 1           |
| 1988       | 3           | 0           |
| 1989       | 5           | 0           |
| 1990       | 9           | 0           |
| 1991       | 6           | 1           |
| 1992       | 8           | 0           |
| 1993       | 0           | 0           |
| 1994       | 4           | 0           |
| 1995       | 7           | 0           |
| 1996       | 12          | 0           |
| 1997       | 3           | 0           |
| 1998       | 5           | 0           |
| 通算       | 69          | 2           |

### 得点
出典
| # | 開催日         | 開催地                               | 対戦国       | 結果 | 大会     |
| - | -------------- | ------------------------------------ | ------------ | ---- | -------- |
| 1 | 1987年12月12日 | ブラジル、ブラジリア                 | ブラジル     | 1-1  | 親善試合 |
| 2 | 1991年3月27日  | ドイツ、フランクフルト・アム・マイン | ソビエト連邦 | 2-1  | 親善試合 |